# دير سانتا كلارا
دير سانتا كلارا لا ريل (بالإسبانية: Monasterio de Santa Clara la Real)‏ هو قصر سابقٌ من العصر الإسلامي في الأندلس ودير مسيحي في الوقت الحاضر يتبع رهبنة سانتا كلارا ويقع في مدينة مرسية الإسبانية، يمثل جزءاً منه اليوم متحف سانتا كلارا التاريخي. شُيِّد المبنى بالأصل في القرن الثالث عشر الميلادي (السابع الهجري) ليكون قصراً لحكَّام المدينة المسلمين، وهو يعد الآن لذلك أحد أهمّ الآثار التاريخية العربيَّة الباقية في مدينة مرسية، وأهم أثر فنيّ إسلامي في المدينة. يضم البناء كذلك ديراً من العهد القوطي، وكنيسة من العهد الباروكي.